# ليز هولزمان
ليز هولزمان (بالإنجليزية: Liz Holzman)‏ هي منتجة أفلام ومخرجة أمريكية، ولدت في 9 فبراير 1953 في سان فرانسيسكو في الولايات المتحدة، وتوفيت في 11 أغسطس 2014 في بورتلاند في الولايات المتحدة بسبب سرطان الثدي.

## وصلات خارجية
- ليز هولزمان على موقع IMDb (الإنجليزية)
- ليز هولزمان على موقع ألو سيني (الفرنسية)
- ليز هولزمان على موقع قاعدة بيانات الفيلم (الإنجليزية)
- ليز هولزمان على موقع كينوبويسك (الروسية)